# Villeneuve-les-Genêts
Villeneuve-les-Genêts è un comune francese di 318 abitanti situato nel dipartimento della Yonne nella regione della Borgogna-Franca Contea.

## Società

### Evoluzione demografica
Abitanti censiti